# Nyugati főcsoport (NBA)
Az NBA-ben a Nyugati főcsoport az összesen 30 csapatból 15-öt magába foglaló szervezeti egység, amely 3 kisebb csoportra (Délnyugati, Csendes-óceáni és Északnyugati) oszlik, melyek 5-5 csapatból állnak.
A három csoportgyőztest és az alapszakaszban elért legjobb eredménnyel rendelkező nem csoportgyőztes csapatot 1-től 4-ig, a maradék 11 csapatból pedig a legjobb négyet 5-től 8-ig rangsorolják az NBA-rájátszásra. Így nyílik lehetőség arra, hogy például a második helyre sorolt csapat nem biztos, hogy megnyerte a csoportját. A rájátszásban a rangsor szerinti első helyezett a nyolcadikkal, a második a hetedikkel, a harmadik a hatodikkal, valamint a negyedik az ötödikkel mérkőzik meg, ahol 7 meccsből 4-et kell megnyerni a továbbjutáshoz. A rájátszásban a hazai pálya előnyét (tehát hogy ki játszik többet otthon) az elért eredmények, nem pedig a rangsorolás alapján döntik el. Tehát ha a negyedik és az ötödik helyezett csapat találkozik a rájátszási sorozatban, ahol az ötödik helyezettnek jobb eredményei vannak, akkor az a csapat kaphatja meg a hazai előnyt.
Az oka ennek a felosztásnak az, hogy egy nem csoportgyőztesnek lehet jobb eredménye, mint a másik két csoport győzteseinek. Ha a három csoportgyőztest sorolnák be az első három helyre, a nem csoportgyőzteseket pedig négytől kilencig, lehetséges lenne, hogy a főcsoport két legjobbja játsszon egymással a főcsoport elődöntőjében. Ez meg is történt a 2006-os NBA-rájátszásban, amikor a két legjobb csapat, a San Antonio Spurs és a Dallas Mavericks (mindkettő a Délnyugati Csoportból) egymás ellen játszotta a főcsoport elődöntőjét, míg a harmadik kiemelt Denver Nuggetsnek (az Északnyugati csoport győztese) kevesebb győzelme volt, mint a 4., 5., 6. és 7. kiemeltnek. Az NBA céljául tűzte ki és helyeselte a jelenlegi rendszert, amelyben biztosítva van, hogy a két legeredményesebb csapat nem találkozhat a főcsoport-döntő előtt.
A Keleti Főcsoport rájátszása két körre van osztva, és a főcsoport-döntők az NBA-rájátszás után eldöntik, hogy melyik két csapat játssza az NBA-döntőt, ahol eldől a bajnoki cím sorsa. Minden rájátszás mérkőzés legfeljebb hét meccsből áll, amíg az egyik csapat négy győzelmet nem arat.
A jelenlegi csoportbeli felosztást a 2004–05-ös szezon kezdete óta alkalmazzák, amikor a Charlotte Hornets elkezdett játszani, mint az NBA 30. csapata. Emiatt kellett a New Orleans Pelicansnek a Keleti főcsoport Központi csoportjából az újonnan létrehozott Délnyugati csoportba mennie.

## Csapatok

### Jelenlegi felosztás
| Délnyugati csoport - Dallas Mavericks - Houston Rockets - Memphis Grizzlies - New Orleans Pelicans - San Antonio Spurs | Csendes-óceáni csoport - Golden State Warriors - Los Angeles Clippers - Los Angeles Lakers - Phoenix Suns - Sacramento Kings | Északnyugati csoport - Denver Nuggets - Minnesota Timberwolves - Portland Trail Blazers - Oklahoma City Thunder - Utah Jazz |

### Korábbi csapatok
Megszűnt csapatok
| - Anderson Packers - Baltimore Bullets (1944–1954) - Chicago Stags - Cleveland Rebels - Denver Nuggets (1948–1950) | - Detroit Falcons - Indianapolis Jets - Indianapolis Olympians - Pittsburgh Ironmen - Sheboygan Redskins | - St. Louis Bombers - Washington Capitols - Waterloo Hawks |

A Keleti főcsoportba áthelyezett csapatok
- Chicago Bulls
- Detroit/Ft. Wayne Pistons
- Atlanta/Milwaukee/St. Louis Hawks (1951 előtt Tri-Cities Blackhawks)
- Indiana Pacers
- Milwaukee Bucks

## A Nyugati főcsoport győztesei
| - 1947: Chicago Stags - 1948: Baltimore Bullets - 1949: Minneapolis Lakers - 1950: Indianapolis Olympians - 1951: Rochester Royals - 1952: Minneapolis Lakers - 1953: Minneapolis Lakers - 1954: Minneapolis Lakers - 1955: Ft. Wayne Pistons - 1956: Ft. Wayne Pistons - 1957: St. Louis Hawks - 1958: St. Louis Hawks - 1959: Minneapolis Lakers - 1960: St. Louis Hawks - 1961: St. Louis Hawks - 1962: Los Angeles Lakers - 1963: Los Angeles Lakers - 1964: San Francisco Warriors - 1965: Los Angeles Lakers - 1966: Los Angeles Lakers - 1967: San Francisco Warriors - 1968: Los Angeles Lakers - 1969: Los Angeles Lakers - 1970: Los Angeles Lakers - 1971: Milwaukee Bucks - 1972: Los Angeles Lakers | - 1973: Los Angeles Lakers - 1974: Milwaukee Bucks - 1975: Golden State Warriors - 1976: Phoenix Suns - 1977: Portland Trail Blazers - 1978: Seattle SuperSonics - 1979: Seattle SuperSonics - 1980: Los Angeles Lakers - 1981: Houston Rockets - 1982: Los Angeles Lakers - 1983: Los Angeles Lakers - 1984: Los Angeles Lakers - 1985: Los Angeles Lakers - 1986: Houston Rockets - 1987: Los Angeles Lakers - 1988: Los Angeles Lakers - 1989: Los Angeles Lakers - 1990: Portland Trail Blazers - 1991: Los Angeles Lakers - 1992: Portland Trail Blazers - 1993: Phoenix Suns - 1994: Houston Rockets - 1995: Houston Rockets - 1996: Seattle SuperSonics - 1997: Utah Jazz - 1998: Utah Jazz | - 1999: San Antonio Spurs - 2000: Los Angeles Lakers - 2001: Los Angeles Lakers - 2002: Los Angeles Lakers - 2003: San Antonio Spurs - 2004: Los Angeles Lakers - 2005: San Antonio Spurs - 2006: Dallas Mavericks - 2007: San Antonio Spurs - 2008: Los Angeles Lakers - 2009: Los Angeles Lakers - 2010: Los Angeles Lakers - 2011: Dallas Mavericks - 2012: Oklahoma City Thunder - 2013: San Antonio Spurs - 2014: San Antonio Spurs - 2015: Golden State Warriors - 2016: Golden State Warriors - 2017: Golden State Warriors - 2018: Golden State Warriors - 2019: Golden State Warriors - 2020: Los Angeles Lakers - 2021: Phoenix Suns - 2022: Golden State Warriors - 2023: Denver Nuggets - 2024: Dallas Mavericks - 2025: Oklahoma City Thunder |

Megjegyzés: a félkövérrel írt csapatok bajnokok lettek az adott évben.

## Nyugati főcsoport-győzelmek
- 31: Minneapolis/Los Angeles Lakers
- 8: San Francisco/Golden State Warriors
- 6: San Antonio Spurs
- 4: St. Louis Hawks
- 4: Houston Rockets
- 3: Portland Trail Blazers
- 3: Seattle SuperSonics
- 3: Phoenix Suns
- 3: Dallas Mavericks
- 2: Ft. Wayne Pistons
- 2: Milwaukee Bucks
- 2: Utah Jazz
- 2: Oklahoma City Thunder
- 1: Chicago Stags
- 1: Baltimore Bullets
- 1: Rochester Royals